# 樋渡宏嗣
樋渡 宏嗣（ひわたり こうじ、1960年10月11日 - ）は、日本の俳優、声優。東京都出身。

## 来歴
幼少期は映画を観ており、銀幕に憧れていた部分が眠っていたと語る。
学生時代は体育会系であり、中学時代は野球部、高校時代からはアメリカンフットボール、スキー、空手をしており、当時は芝居に興味がなかった。
一方で幼少期から物を作ることが好きであり、デザインの仕事をするために美術系の大学に進学し、アルバイトを2年くらい続けていた。ある日、デスクワークをすることに違和感を感じて、「この先自分の人生、それをずっと行くのか」と考えていた。その時、幼少期の体験が蘇り、「体を使って何か表現出来ないのか」と出た答えが俳優だった。
大学在学中に文学座演技研究所を受けるも落ちる。その後、東映東京撮影所付属俳優養成所のオーディションを受けて合格。映画のエキストラを経験。エキストラでのデビューは『Wの悲劇』。
大学在学中に養成所に通っていたが、東映の養成所で出会った5人の仲間が文学座を受けることを言い出した。その時に「お前も行こうぜ」と誘われ、「去年、落ちていることからいい」と断っていたが、「皆で文学座に行こうぜ」と言われる。受けたところ樋渡だけ合格したという。
大学4年生の時に中退し、1986年に文学座演技研究所入所に入所。1987年に演劇企画集団「座・陽気な守備隊」に入団。
2004年からマウスプロモーションに所属。

## 人物
趣味・特技は殺陣、スキューバダイビング、サーフィン、スキー、普通自動車免許、大型自動二輪。

## 出演

### テレビドラマ
- 腕まくり看護婦日記
- 新婚なり
- 好きやねん
- 素晴らしきかな人生
- 東北ローカル線とっておきの旅（旅人）
- 土曜ワイド劇場「京都マル秘仕置帖」
- 幕末製鉄事始め〜釜石に鉄の火を灯した男〜
- はやぶさ新八御用帳
- ひとり家族
- ようこそカフェ・モバイル（マスター）
- 歴史みつけた「刀狩り」（加藤清正）
- 孤独のグルメ Season5 第5 真夏の東北・宮城出張編 （2015年8月3日、テレビ東京）  - 萃萃・作業員客1 役

### 映画
- 群狼たちの系譜2・3
- となりの凡人組
- 首領への道（ショウ）
- まあだだよ

### テレビアニメ
2004年
- 風人物語（患者C）

2005年
- 甲虫王者ムシキング 森の民の伝説（村人、寄生の森の民）
- 金色のガッシュベル!!（アナウンサー）
- ふたりはプリキュア Max Heart（志穂の父）

2006年
- 吟遊黙示録マイネリーベwieder（ブラウンシュバイク子爵）
- しにがみのバラッド。（千秋の父）
- 働きマン（業者）

2007年
- Yes!プリキュア5（教頭先生）

2008年
- ARIA The ORIGINATION（市場のおじさん）
- キャシャーン Sins（ロボット）

2009年
- ゴルゴ13（ハリー）
- フレッシュプリキュア!（2009年-2010年、クライン）

2010年
- HEROMAN（レオ）

2015年
- うしおととら（坂口）

2018年
- 銀河英雄伝説 Die Neue These 邂逅（ハンス・エドアルド・ベルゲングリューン）
- 僕のヒーローアカデミア（2018年 - 2024年、耳郎の父、ゴリさん） - 3シリーズ

2021年
- 進撃の巨人（2021年 - 2023年、オニャンコポン） - 4シリーズ

### 劇場アニメ
- ふるさと-JAPAN（2007年）

### Webアニメ
- マウスどうぶつえん（2019年、スイギュウのこうじ）

### ゲーム
- キャプテン翼 RISE OF NEW CHAMPIONS（2020年、ジョージ・カージナル）
- モンスターストライク（2023年、オニャンコポン[8]）

### ドラマCD
- 身代わり伯爵の結婚（2009年、エーギン）
- 劇場版 Fate/stay night [Heaven's Feel] III.spring song Original Drama CD「遠坂凛の聖杯戦争、その後」（2020年）

### 吹き替え

#### 映画（吹き替え）
- アイルランド・ライジング
- アンナと王様
- ウォルト・ディズニーのサンタクローズ3/クリスマス大決戦!
- グリーンマイル
- サウンド・オブ・ミュージック
- さよなら、さよならハリウッド
- Shall We Dance?
- JUST FOR KICKS（マイキーの父）
- SEVEN SWORDS
- ダブルマックス
- DAY
- デッドライン
- ドミノ
- トリスタンとイゾルデ
- ドレスデン、運命の日
- パイレーツ・オブ・カリビアン/デッドマンズ・チェスト
- ヒトラー 〜最期の12日間〜
- マグマ
- 夕陽のガンマン
- レイダース/失われたアーク《聖櫃》 ※WOWOW版
- レジェンド・オブ・タイタンズ
- 恋愛の目的（キム・ヨノ）

#### ドラマ
- あすなろ白書
- ER緊急救命室シリーズ
  - シーズン11 #14（ウェイター〈ニール・パティル〉）
  - シーズン12、13（ダニー・ヤウ〈ボビー・ニッシュ〉）
  - シーズン13 #5,#7（クロフォード〈グレゴリー・ホリモン〉）
- WITHOUT A TRACE/FBI 失踪者を追え!2 #1
- S.A.S. 英国特殊部隊
- グッド・ワイフ（マタン・ブロディ〈クリス・バトラー〉）
- ザ・パシフィック
- ザ・ホワイトハウス4
- The O.C.
- 笑傲江湖（劉正風、黄鐘公）
- スイート・ライフ
- 天下第一
- PQ17 -対Uボート海戦-
- 名探偵ポワロ ※NHK版
  - 死との約束
  - 複数の時計（クリストファー・マバット）
- 名探偵モンク3

#### アニメ
- おさるのジョージ
- トータリー・スパイズ!

### 舞台
- 相寄る魂
- 赤ずきんちゃんの森の狼たちのクリスマス
- 秋の空
- 秋の夜
- アダム&エバ〜誰が神を殺したのか
- 異本竹取物語
- ヴェニスの商人（アントーニオ）
- エレクトラ
- OVER THE FENCE
- オレステス
- かいだん牡丹灯籠
- 鰹群
- カンガルー
- 銀河鉄道の夜
- 皇帝ハドリアヌス
- 桜の田
- 城
- しんしゃく源氏物語
- セブンストーリーズ
- とうもろこし
- ねずみ小僧危機一髪
- HIGH LIFE
- はい、誓います
- ハムレット（ハムレット）
- プライベート・ポケット
- プレイハウス・クリーチャーズ
- マクベス（マクベス）
- マジェイア
- マッチ売りの少女
- 幻に心もそぞろ狂おしのわれら将門
- Meen Street
- 4時48分サイコシス
- 離婚のススメ

### CM
- EPSONカラリオ
- 東北電力
- 三井住友VISAカード

### ラジオ
- ひわたりこーじのHappy Hour（エフエムたいはく）

### パチスロ
- 2027（タイラス）

### シリーズ一覧
1. ↑  第3期（2018年）、第4期（2020年）、第7期（2024年）
2. ↑  The Final Season Part 1（2021年）、The Final Season Part 2（2022年）、The Final Season 完結編（前編）（2023年）、The Final Season 完結編（後編）（2023年）